# Oksana Fiódorova
Oksana Gennadievna Fedorova (en ruso: Оксана Геннадьевна Фёдорова Pskov, 17 de diciembre de 1977) es una modelo y actriz. Embajadora de Buena Voluntad de UNICEF, fue Miss Rusia 2001 la primera rusa en ganar Miss Universo y renunció a los pocos meses, también fue oficial de policía.

## Vida privada
Mantuvo una relación con el cantante ruso Nikolay Baskov entre 2009 y 2011. En ese mismo año, se casa con Andrey Mikhaylovich Borodin, un funcionario de la Administración Presidencial de Rusia, también vicepresidente de la Federación Rusa de Boxeo. Tienen dos hijos llamados Fyodor, nacido el 6 de marzo de 2012, y Yelizaveta nacida el 22 de julio de 2013. Ambos niños nacieron en Moscú, Rusia.
En 2016, Fedorova declaró haber sido presionada para declarar en contra de Donald Trump durante las elecciones presidenciales en Estados Unidos.

## Miss Universo 2002
Fedorova fue la primera Miss Rusia en ganar el concurso de Miss Universo. Comenzó en el negocio del espectáculo como modelo y se convirtió en Miss San Petersburgo en 1999 y Miss Rusia en 2001, pero se negó a ir al Miss Universo 2001.

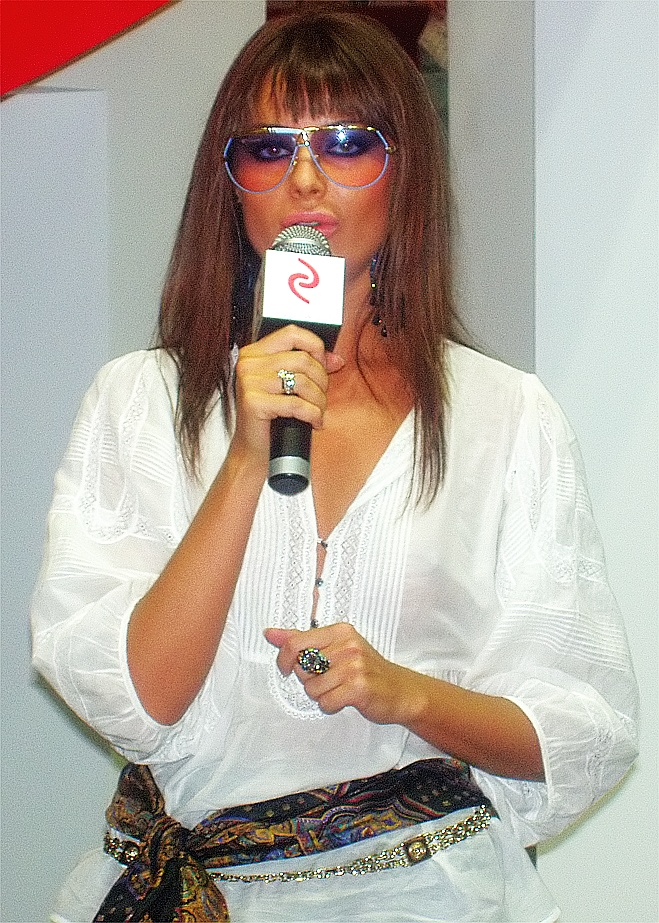
Oxana Fedorova, Miss universo 2002

Miss Universo 2002 se celebró en San Juan, Puerto Rico. Fedorova ganó tanto el traje de baño y traje de noche.
Tras ser coronada Miss Universo 2002, Fedorova recibió honores y regalos. Fedorova viajó a Francia, Italia, Kenia, Canadá, Grecia, Panamá e Indonesia.

## Pérdida del título
Una pronta controversia para Fedorova, cuando se rumoraba que estaba embarazada. Fedorova negó los rumores de embarazo y dijo que voluntariamente renunció a su corona por razones personales, principalmente porque quería terminar su licenciatura en Derecho. Oficialmente fue despojada por no cumplir las numerosas obligaciones de una Miss Universo. La corona pasó a la panameña Justine Pasek, la primera finalista. 

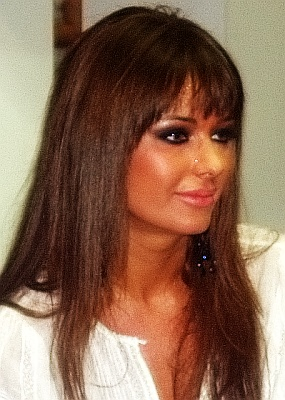
Oxana ha sido oficial de policía

Fedorova fue la primera Miss Universo que oficialmente no terminó su reinado (aunque la primera Miss Universo, Armi Kuusela, renunció a su título, un mes antes de que su reinado terminara, y Amparo Muñoz de España fue «extraoficialmente» destronada en 1974). La Organización de Miss Universo se niega a reconocer a Fedorova como ex Miss Universo y oficialmente se le considera destronada.

## Vida como oficial de policía
El 27 de diciembre de 2002, Oxana Fedorova defendió con éxito su tesis doctoral. 
Oficialmente obtuvo doctorado en  Derecho Civil de la Universidad de San Petersburgo del Ministerio del Interior de Rusia (DMV) el 16 de mayo de 2003.
Ella continuó su carrera como oficial de policía y fue promovida al rango de Capitán en septiembre de 2002 y a Mayor en 2005.

## Carrera en la televisión
Desde el final de su reinado, Oxana se ha convertido en una Kwit de los niños, Spokoinoi Nochi, Malyshi («Good Night, Los niños») desde diciembre de 2002. En octubre de 2003,Nochi Spokoinoi, Malyshiganó el TEFI premio a el Mejor Espectáculo para niños. TEFI (en ruso: ТЭФИ) es un premio anual presentado por la Academia Rusa de la Televisión.
Oxana ha co-organizado estos populares en el canal de televisión Rossiya de subbotnik desde septiembre de 2004.
En 2009, Oxana comenzó a coanfitrión del programa de televisión Субботний вечер (Subbotniy Vecher) en el canal Rossiya. 

- Oxana fue co-anfitrióna de el reality show  Fort Boyard Rusia, en 2003 y 2004 en la televisión Canal Rossiya (Rusia Canal de televisión).
- Fedorova se convirtió en una de los magistradas de la ТЫ reality show de televisión - СУПЕРМОДЕЛЬ-2 (Usted es un top model-2) en 2004.
- Oxana ha co-organizado el Año Nuevo de 2005  en un Especial de TV, "Новогодний огонек на Шаболовке" (Novogodniy Ogonek Shabolovke).
- En 2006, Oxana hizo su debut como actriz, apareciendo en la televisión rusa de mayor audiencia con la comedia rusa Ne Rodis 'Krasivoy (Sea No Nacido Lindo)'.
- Fedorova apareció en el programa de televisión, Dancing With The Stars 2: Versión de Rusia, en 2006.[13][14][15][16]

## Carrera de cantante y actriz

### Filmografía
- En 2007, su  primera película, Sofía, fue estrenada.[17][18][19]
- Oxana fue una de varias celebridades rusas que prestaron sus voces para la película de animación y cuento, «Феи» (hadas) de Walt Disney. La producción fue lanzada en Rusia el 23 de octubre de 2008.[20]

### Videos musicales
- Oxana Fedorova aparece, en forma animada, en el video de animados populares de Rusia del cantante Nikolay Baskov en 2009 con su éxito «блондин Натуральный» (Naturalniy Blondin).[21]
- En agosto de 2009, Oxana y el tenor ruso Nikolay Baskov lanzaron un vídeo de su dueto «Права Любовь» (Prava Lyubov).[22]
- En julio de 2010, Oxana Fedorova lanzó el videoclip de su single «На шаг один» (Na Shag Odín).[23]

### Premios Musicales
- Oxana Fedorova y Nikolay Baskov ganaron el premio del «Dúo del Año» en el ZD 2010 (дорожка Звуковая) Premios por su dueto «Prava Lyubov». El evento se celebró en el Palacio de los Deportes Luzhniki en Moscú, Rusia el 15 de abril de 2010.[24][25][26]
- Oxana Fedorova y Nikolay recibieron el  Baskov de las Naciones Unidas «Золотой Граммофон» (Golden Gramophone) Premio dueto por «Права любовь» (Prava Lyubov). Los Premios Golden Gramophone (Premios Importantes de Rusia y la Música). La Ceremonia se celebró en El Palacio Estatal del Kremlin el 4 de diciembre de 2010.[27][28]